# Diaspidiotus malenconi
Diaspidiotus malenconi är en insektsart som först beskrevs av Charles E. Rungs 1936.  Diaspidiotus malenconi ingår i släktet Diaspidiotus och familjen pansarsköldlöss.
Artens utbredningsområde är Marocko. Inga underarter finns listade i Catalogue of Life.